# U.S. Gold
U.S. Gold Limited fue un distribuidor de videojuegos británico con sede en Holford, Inglaterra. La compañía fue fundada en 1984 por Geoff Brown en paralelo a su empresa distribuidora, CentreSoft, y ambos pasaron a formar parte de Woodward Brown Holdings (más tarde rebautizada como CentreGold). La compañía apuntaba principalmente a la publicación de videojuegos importados de los Estados Unidos con un precio más bajo en Europa y especialmente en el Reino Unido.
En 1985, U.S. Gold proyectó una facturación de 6 millones de dólares para su primer año fiscal, y esperaba lanzar 150 videojuegos en el año siguiente. En 1988, U.S. Gold recibió un Golden Joystick Award por "Software House of the Year". La compañía también operaba la etiqueta de rango presupuestario Kixx. En abril de 1996, Eidos Interactive adquirió todas las subsidiarias de CentreGold (incluido  U.S. Gold) por 17,6 millones de libras esterlinas, y como resultado de esta transacción, U.S. Gold y CentreSoft cesaron todas las operaciones.

## Videojuegos
| Año  | Título                                              | Plataforma(s) |
| ---- | --------------------------------------------------- | --- |
| 1988 | 1943: The Battle of Midway                          | Amiga, Atari ST, Commodore 64, Amstrad CPC, ZX Spectrum |
| 1986 | Ace of Aces                                         | Amstrad CPC, Atari 8-bit, Atari 7800, Commodore 64, MSX, MS-DOS, Master System, ZX Spectrum                                                                                  |
| 1988 | Advanced Dungeons & Dragons: Heroes of the Lance    | Amiga, Amstrad CPC, Atari ST, C64, FM Towns, MS-DOS, MSX2, NEC PC-8801, 9801, Master System, ZX Spectrum                                                                     |
| 1991 | Alien Storm                                         | Amiga, Atari ST, Commodore 64, ZX Spectrum, Amstrad CPC |
| 1991 | Another World                                       | Amiga, Atari ST |
| 1984 | Beach Head                                          | Commodore 64, Amstrad CPC, ZX Spectrum, BBC Micro |
| 1985 | Beach Head II: The Dictator Strikes Back            | Commodore 64, Apple II, Atari 8-bit, Amstrad CPC, ZX Spectrum |
| 1989 | Beast Busters                                       | Arcade, Commodore Amiga, Atari ST |
| 1988 | Bionic Commando                                     | Amiga, Atari ST, Commodore 64, Amstrad CPC, ZX Spectrum |
| 1990 | Black Tiger                                         | Amiga, Atari ST, Commodore 64, Amstrad CPC, ZX Spectrum |
| 1990 | Bonanza Bros                                        | Amiga, Commodore 64, Atari ST, ZX Spectrum, Amstrad CPC |
| 1985 | Bruce Lee                                           | ZX Spectrum, Amstrad CPC |
| 1987 | California Games                                    | Apple II, Commodore 64, Amiga, Amstrad CPC, Apple IIGS, Atari 2600, Lynx, Atari ST, MS-DOS, MSX, NES, Sega Genesis, Master System, ZX Spectrum                               |
| 1990 | California Games II                                 | Amiga, Atari ST, DOS, Sega Master System, SNES |
| 1989 | Chip's Challenge                                    | Lynx, Amiga, Atari ST, MS-DOS, Amstrad CPC, Commodore 64 |
| 1989 | Crack Down                                          | Atari ST, Amiga, Amstrad CPC, Commodore 64, MS-DOS, ZX Spectrum |
| 1991 | Cruise for a Corpse                                 | Amiga, Atari ST, MS-DOS |
| 1989 | Cyber Police ESWAT                                  | Amiga, Atari ST, Amstrad CPC, ZX Spectrum, Commodore 64 |
| 1992 | Championship Hockey                                 | Sega Master System, Game Gear |
| 1988 | Dive Bomber                                         | Commodore 64, Amstrad CPC, Atari ST, MS-DOS, ZX Spectrum |
| 1994 | Dominus                                             | MS-DOS |
| 1989 | Dragons of Flame                                    | Amiga, Amstrad CPC, Atari ST, Commodore 64, FM Towns, Famicom, MS-DOS, PC-9801, ZX Spectrum                                                                                  |
| 1984 | Dropzone                                            | Atari 8-bit, Commodore 64, Game Boy, Game Gear, NES |
| 1995 | Fever Pitch Soccer                                  | Super NES, Sega Genesis, Atari Jaguar |
| 1991 | Final Fight                                         | Amiga, Atari ST, Commodore 64, ZX Spectrum, Amstrad CPC |
| 1992 | Flashback                                           | Amiga, Acorn Archimedes, Mega Drive/Genesis, MS-DOS, NEC PC-9801, Super NES, Sega CD, FM Towns, 3DO, CD-i, Atari Jaguar                                                      |
| 1989 | Forgotten Worlds                                    | Amiga, Commodore 64, Atari ST, ZX Spectrum, Amstrad CPC |
| 1985 | Gauntlet                                            | Amstrad CPC, Atari ST, Apple II, Apple IIGS, Macintosh, Commodore 64, MSX, Master System, NES, Genesis, ZX Spectrum, MS-DOS, PlayStation                                     |
| 1986 | Gauntlet II                                         | Amiga, Amstrad CPC, Atari ST, Commodore 64, Game Boy, MS-DOS, NES, ZX Spectrum                                                                                               |
| 1994 | Hurricanes                                          | Super NES, Sega Genesis |
| 1986 | Infiltrator                                         | Commodore 64, Amstrad CPC, ZX Spectrum |
| 1984 | Impossible Mission                                  | Commodore 64, Acorn Electron, Amstrad CPC, Apple II, Atari 7800, BBC Micro, Master System, ZX Spectrum                                                                       |
| 1989 | Indiana Jones and the Last Crusade: The Action Game | Amiga, Amstrad CPC, Atari ST, C64, MS-DOS, Game Boy, Game Gear, MSX, Genesis, Master System, NES, ZX Spectrum                                                                |
| 1987 | Indiana Jones and the Temple of Doom                | Amstrad CPC, Commodore 64, MSX, ZX Spectrum |
| 1996 | Izzy's Adventure                                    | Windows 95, Windows 3.1 |
| 1995 | Izzy's Quest for the Olympic Rings                  | Sega Genesis, Super Nintendo Entertainment System |
| 1991 | James Pond 2                                        | Game Gear, Master System |
| 1993 | James Pond 3                                        | Game Gear, Super Nintendo Entertainment System |
| 1996 | Johnny Bazookatone                                  | 3DO, MS-DOS, PlayStation, Saturn |
| 1986 | Kung-Fu Master                                      | Commodore 64 |
| 1988 | Last Duel                                           | Amiga, Amstrad CPC, Atari ST, Commodore 64, ZX Spectrum |
| 1986 | Leader Board                                        | Commodore 64/128, Atari 8-bit, Amstrad CPC, Amstrad PCW, ZX Spectrum, Amiga, Atari ST, Apple II, DOS, Mac OS, Master System, Game Gear, Genesis/Mega Drive, Acorn Archimedes |
| 1990 | Line of Fire                                        | Amiga, Amstrad CPC, Atari ST, Commodore 64, ZX Spectrum |
| 1995 | Mega Man                                            | Game Gear |
| 1990 | Mega Twins                                          | Amiga, Atari ST |
| 1991 | Mercs                                               | Amstrad CPC, Commodore 64 |
| 1990 | Michael Jackson's Moonwalker                        | Amiga, Amstrad CPC, Atari ST, Commodore 64, DOS, MSX, ZX Spectrum |
| 1990 | Murder!                                             | Amiga, Amiga, Atari ST, DOS |
| 1987 | Nebulus                                             | Amiga, Atari ST, ZX Spectrum, Amstrad CPC, Commodore 64, Game Boy, NES, Atari 7800, Acorn Archimedes, MS-DOS                                                                 |
| 1992 | Olympic Gold                                        | Sega Game Gear, Sega Genesis, Sega Master System |
| 1996 | Olympic Soccer                                      | PlayStation, Sega Saturn, DOS, 3DO |
| 1996 | Olympic Summer Games                                | Playstation, 3DO |
| 1987 | Out Run                                             | NEC PC-8801, Atari ST, Amiga, Amstrad CPC, Commodore 64, MSX, PC Engine, MS-DOS, ZX Spectrum                                                                                 |
| 1991 | Out Run Europa                                      | Amiga, Amstrad CPC, Atari ST, Commodore 64, Game Gear, iOS, Master System, ZX Spectrum                                                                                       |
| 1984 | Raid over Moscow                                    | Commodore 64, Amstrad CPC, ZX Spectrum, BBC |
| 1986 | Revolution                                          | ZX Spectrum, Amstrad CPC |
| 1987 | RoadBlasters                                        | Genesis, Lynx, Amstrad CPC, ZX Spectrum, Commodore 64, Amiga, Atari ST, NES                                                                                                  |
| 1994 | Road Rash                                           | Sega Master System, Game Gear |
| 1985 | Road Runner                                         | Atari ST |
| 1991 | Shadow Dancer                                       | Commodore 64, Amiga, ZX Spectrum, Amstrad CPC, Atari ST |
| 1991 | Shadow Sorcerer                                     | Amiga, Atari ST, MS-DOS |
| 1996 | Shellshock                                          | PlayStation, Sega Saturn |
| 1987 | Solomon's Key                                       | Commodore 64, Amstrad CPC, ZX Spectrum, Atari ST, IBM PC, PC Engine |
| 1983 | Spy Hunter                                          | Amstrad CPC, Atari 2600, Atari 8-bit, BBC Micro, ZX Spectrum, C64, Apple II, ColecoVision, IBM PC                                                                            |
| 1993 | Star Wars                                           | Master System, Game Gear |
| 1988 | Street Fighter                                      | Amiga, Atari ST, Commodore 64, Amstrad CPC, ZX Spectrum |
| 1987 | Street Sports Basketball                            | Amiga, Amstrad CPC, Apple II, Commodore 64, DOS, ZX Spectrum |
| 1989 | Strider                                             | Amiga, Amstrad CPC, Atari ST, Commodore 64, PC X68000, PC Engine CD, ZX Spectrum                                                                                             |
| 1990 | Strider II                                          | Amiga, Amstrad CPC, Atari ST, Commodore 64, Game Gear, Master System, Genesis, ZX Spectrum                                                                                   |
| 1984 | Summer Games                                        | Commodore 64,Amiga, Apple II, Atari 2600, Atari 7800, Atari 8-bit, Atari ST, Master System, ZX Spectrum                                                                      |
| 1985 | Summer Games II                                     | Commodore 64, Apple II, Atari ST, MS-DOS, ZX Spectrum, Amstrad CPC, Amiga |
| 1992 | Super Kick Off                                      | Sega Master System, Game Boy, Sega Mega Drive, SNES |
| 1983 | Tag Team Wrestling                                  | Apple II, Commodore 64, IBM PC |
| 1988 | Techno Cop                                          | Apple II, Atari ST, MS-DOS, Amiga |
| 1984 | The Dam Busters                                     | Amstrad CPC, Apple II, C64, MS-DOS, MSX, ZX Spectrum |
| 1985 | The Goonies                                         | Amstrad CPC, Apple II, Atari 8-bit, Commodore 64, MSX, ZX Spectrum |
| 1994 | The Incredible Hulk                                 | Super NES, Genesis, Master System, Game Gear |
| 1989 | Tiger Road                                          | Amiga, Atari ST, Commodore 64, Amstrad CPC, ZX Spectrum, DOS |
| 1988 | Thunder Blade                                       | Amiga, Amstrad CPC, Atari ST, Commodore 64, MS-DOS, MSX, PC, Sharp X68000, ZX Spectrum                                                                                       |
| 1994 | Power Drive                                         | Amiga, Amiga CD32, Game Gear, MS-DOS, Sega Mega Drive, SNES |
| 1992 | Putty                                               | Amiga, Super NES, Amiga CD32 |
| 1989 | Turbo Outrun                                        | Amiga, Commodore 64, ZX Spectrum, Amstrad CPC |
| 1989 | U.N. Squadron                                       | Amiga, Amstrad CPC, Atari ST, Commodore 64, ZX Spectrum |
| 1988 | Vigilante                                           | Amiga, Amstrad CPC, Atari ST, Commodore 64, MSX, ZX Spectrum |
| 1985 | Whirlinurd                                          | Atari 8-bit, Commodore 64 |
| 1985 | Winter Games                                        | Commodore 64, Apple II, Amiga, Atari ST, Apple IIGS, Amstrad CPC, ZX Spectrum, IBM PC, Atari 2600, Atari 7800, Apple Macintosh                                               |
| 1993 | Winter Olympics                                     | Amiga, Sega Genesis, Game Boy, SNES, Sega Game Gear, DOS, Sega Master System                                                                                                 |
| 1994 | World Cup Golf: Hyatt Dorado Beach                  | 32X |
| 1994 | World Cup Golf: Professional Edition                | PlayStation, Sega Saturn, 3DO, CD-i, DOS |
| 1994 | World Cup USA '94                                   | Genesis, Sega CD, Super NES, Master System, DOS, Amiga, Game Gear, Game Boy                                                                                                  |
| 1986 | World Games                                         | Amiga, Amstrad CPC, Apple II, Apple IIGS, Atari ST, Commodore 64, MSX, Sega Master System, PC, ZX Spectrum                                                                   |
| 1986 | Zorro                                               | ZX Spectrum |